# SexyBack
"SexyBack"은 미국의 가수 저스틴 팀버레이크의 노래이다.